# سیفیه
پارک سیفیه ملایر (باغ تاریخی سیفیه) یکی از قدیمی‌ترین پارک‌های کشور است که در سال ۱۳۰۴ توسط بازماندگان عبدالمحمد میرزا سیف‌الدوله یکی از نوه‌های فتحعلی شاه که تا زمان مرگش در سال ۱۳۰۰ حاکم ولایت ملایر بوده، مطابق با وصیت‌نامه‌اش احداث شد. این بوستان در شمال شرقی ملایر و در دامنه کوه گرمه ساخته شده‌است. مساحت آن در حدود ۱۰ هکتار است. این بوستان زیبا دارای درختان چنار کهنسال برای ایجاد سایه، حوضچه‌ها و آبنما و جنگل مصنوعی بر روی تپه‌ها است. این پارک توسط مهندسان ایتالیایی طراحی و ساخته شده است. در آن زمان نهاوند و تویسرکان یکی از توابع ملایر بوده است.
بوستان سیفیه دارای دو استخر، یک مسجد و یک ساختمان که محل سکونت سیف‌الدوله بوده‌است. آب مورد نیاز آن از طریق احداث قناتی در ۸ کیلومتری زرک توسط مقنیان یزدی از کوه‌های اطراف به محوطه پارک انتقال یافت. مجموعه پارک و مقبره سیف الدوله تحت عنوان باغ ایرانی در فهرست آثار تاریخی و ملی ایران به ثبت رسیده است.

## نگارخانه

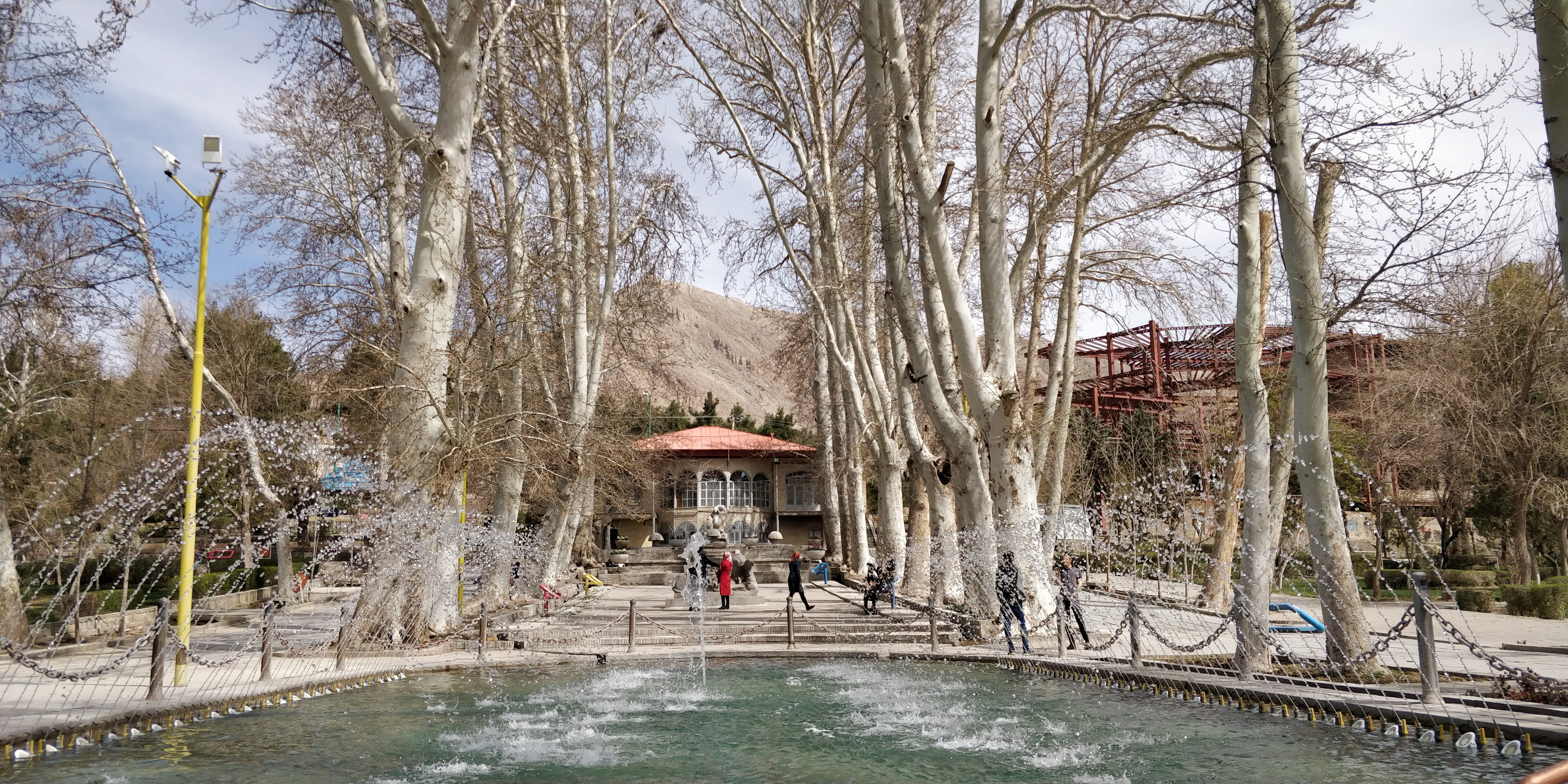
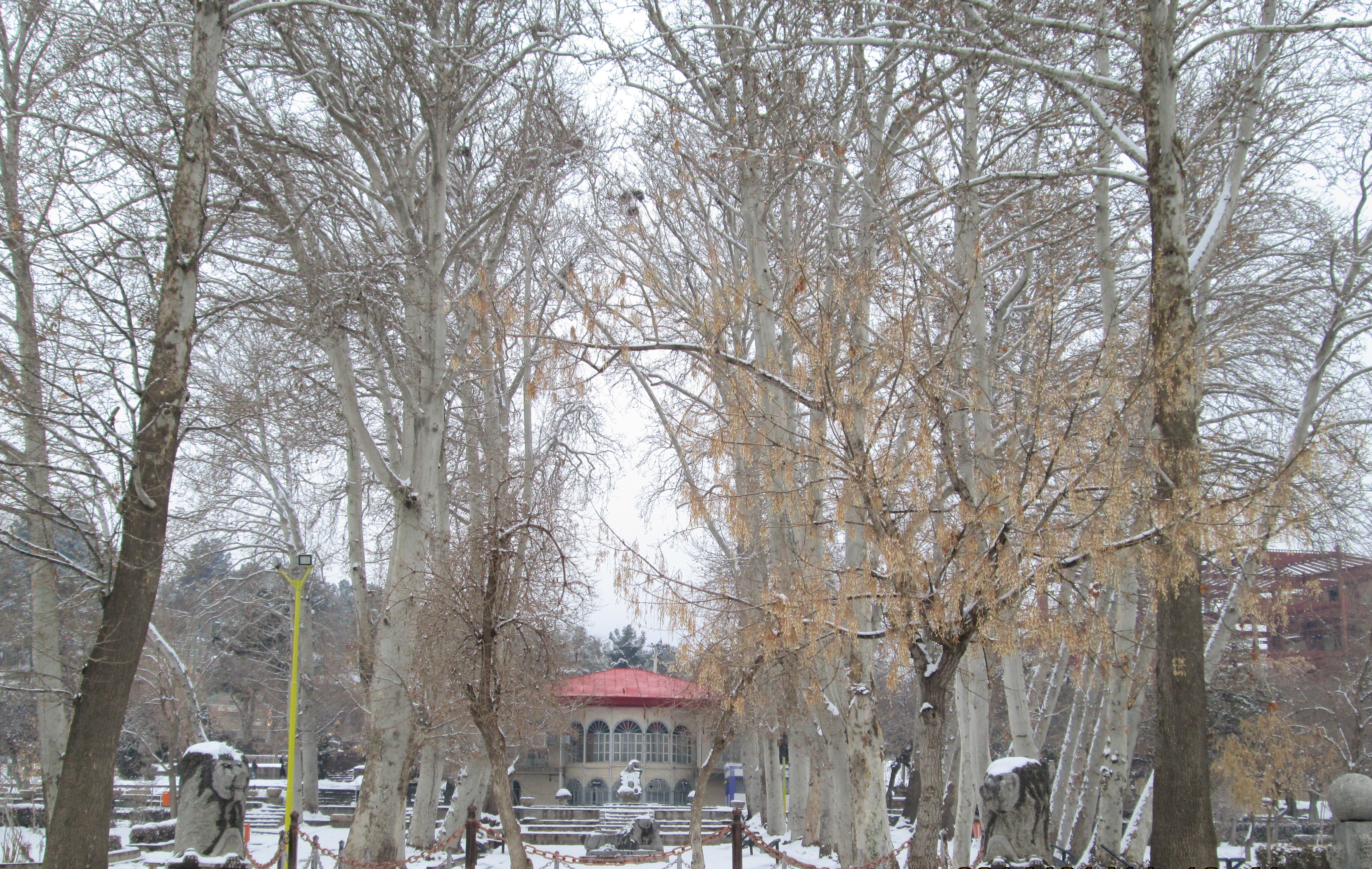
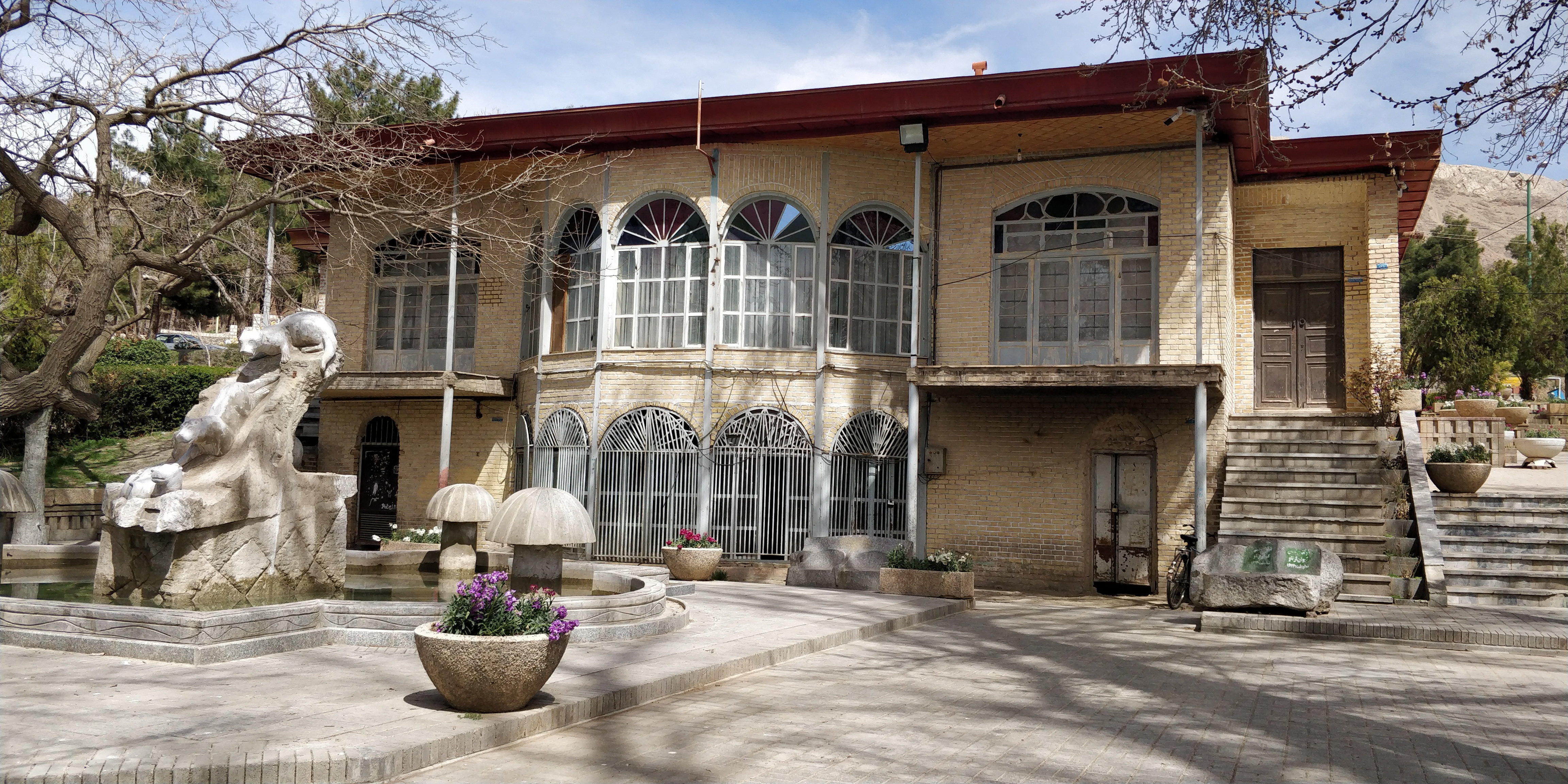